# بیسکوپیتسه (شهرستان پوزنانگ)

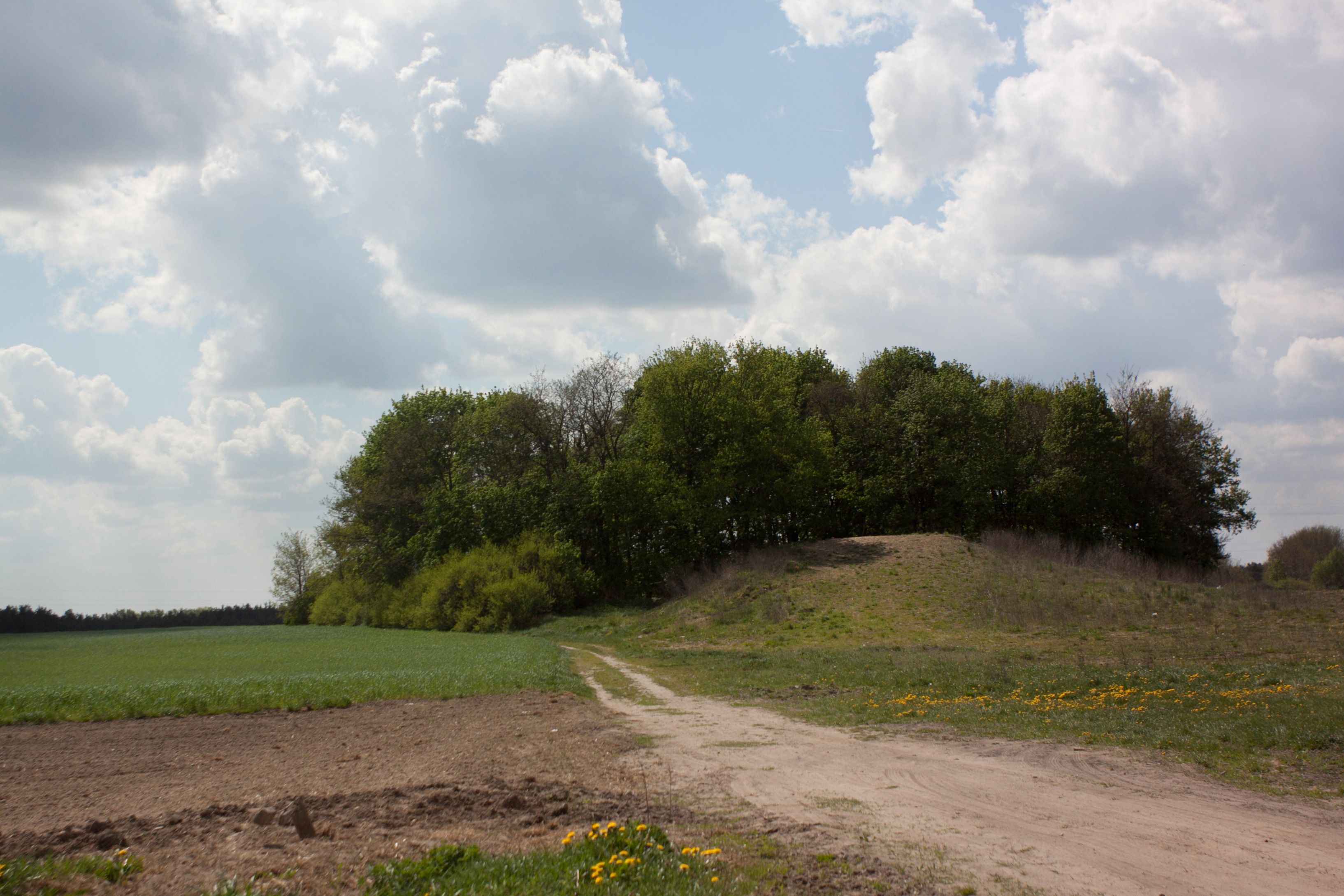
بیسکوپیس، لهستان

بیسکوپیتسه (به لهستانی:  Biskupice) یک روستا در لهستان است که در گمینا پوبیجسکا واقع شده‌است. بیسکوپیتسه ۱٬۱۰۰ نفر جمعیت دارد.